# Cyrtodesmus quadridens
Cyrtodesmus quadridens är en mångfotingart som beskrevs av Loomis 1972. Cyrtodesmus quadridens ingår i släktet Cyrtodesmus och familjen Cyrtodesmidae. Inga underarter finns listade i Catalogue of Life.